# خانه احتشامی
خانه احتشامی مربوط به دوره صفوی است و در شهرستان شهرضا، بخش مرکزی، دهستان اسفرجان، روستای هونجان، محله نوکند، جنب دفتر مخابرات روستا واقع شده و این اثر در تاریخ ۲۲ آبان ۱۳۸۶ با شمارهٔ ثبت ۲۰۰۱۷ به‌عنوان یکی از آثار ملی ایران به ثبت رسیده است.